# Governo Bonomi III
Il Governo Bonomi III è stato il sessantatreesimo esecutivo del Regno d'Italia, il terzo guidato da Ivanoe Bonomi.
Esso, nato dalle dimissioni del precedente esecutivo per operare un rimpasto, è stato in carica dal 12 dicembre 1944 al 21 giugno 1945 (sebbene già dimissionario dal precedente 12 giugno), per un totale di 190 giorni, ovvero 6 mesi e 10 giorni.
Rispetto al precedente governo di unità nazionale, perse il sostegno del Partito d'Azione (Pd'A) e del Partito Socialista Italiano di Unità Proletaria (PSIUP) passati all'opposizione causa il riconoscimento del ruolo istituzionale della monarchia sabauda accettato da Bonomi che, insieme ad altri fattori, provocò la fine del suo precedente governo.
Diede le dimissioni il 12 giugno 1945 in seguito alla richiesta della Democrazia Cristiana in seno al Comitato di Liberazione Nazionale (CLN) di cambiare Presidente del consiglio.
Fu il primo governo a prevedere la figura di Vicepresidente del Consiglio dei ministri, seppur informale. In più, per ragioni di tipo bellico-logistiche, in questo governo furono istituiti, tramite regio decreto e decreto legislativo luogotenenziale, una serie di modificazioni per istituire commissariati generali e modificare ministeri. Nello specifico:
- Con R.D. del 12 dicembre 1944, n. 413, il "Ministero delle comunicazioni" fu scisso in "Ministero delle poste e delle telecomunicazioni" ed in "Ministero dei trasporti";
- Con D.L.L. del 12 dicembre 1944, n. 395 fu istituito il "Ministero dell'Italia occupata", poi soppresso con D.L.L. del 5 luglio 1945, n. 391;
- Con D.L.L. del 13 dicembre 1944 n. 410, fu istituito il "Commissario generale per l’alimentazione", informalmente soppresso nel precedente esecutivo;
- Con D.L.L. del 1º marzo 1945 n. 110, fu istituito il "Commissario generale per i reduci";

## Compagine di governo

### Appartenenza politica
| Partito | Partito                                 | Presidente | Ministri | Commissari | Sottosegretari | Totale |
| ------- | --------------------------------------- | ---------- | -------- | ---------- | -------------- | ------ |
|         | Partito Democratico del Lavoro (Italia) | 1          | 6        | 1          | 4              | 12     |
|         | Democrazia Cristiana                    | -          | 4        | 2          | 6              | 12     |
|         | Partito Liberale Italiano               | -          | 4        | 1          | 5              | 10     |
|         | Partito Comunista Italiano              | -          | 4        | -          | 4              | 8      |
|         | Militare                                | -          | 1        | 1          | 1              | 4      |
|         | Indipendente (politica)                 | -          | -        | -          | 1              | 1      |

## Composizione
| Carica                                                                    | Titolare                              | Titolare                                     | Titolare                                       | Sottosegretari |
| Presidenza del Consiglio dei ministri                                     | Presidenza del Consiglio dei ministri | Presidenza del Consiglio dei ministri        | Presidenza del Consiglio dei ministri          | Sottosegretario di Stato alla Presidenza del Consiglio                                                                                                 |
| ------------------------------------------------------------------------- | ------------------------------------- | -------------------------------------------- | ---------------------------------------------- | --- |
| Presidente del Consiglio dei Ministri, Primo Ministro Segretario di Stato |                                       |                                              | Ivanoe Bonomi (PDL)                            | - Giuseppe Spataro (DC) - Francesco Libonati (PLI) Sottosegretario con delega alla stampa, al turismo ed allo spettacolo                               |
| Vicepresidenti del Consiglio dei Ministri                                 |                                       |                                              | Giulio Rodinò (DC)                             | - Giuseppe Spataro (DC) - Francesco Libonati (PLI) Sottosegretario con delega alla stampa, al turismo ed allo spettacolo                               |
| Vicepresidenti del Consiglio dei Ministri                                 |                                       | Palmiro Togliatti (PCI)                      |                                                | - Giuseppe Spataro (DC) - Francesco Libonati (PLI) Sottosegretario con delega alla stampa, al turismo ed allo spettacolo                               |
| Ministri senza portafoglio                                                | Ministri senza portafoglio            | Ministri senza portafoglio                   | Ministri senza portafoglio                     | Sottosegretario |
| Ministri senza portafoglio                                                |                                       |                                              | Giulio Rodinò (DC)                             | Carica non assegnata |
| Ministri senza portafoglio                                                |                                       | Palmiro Togliatti (PCI)                      |                                                | Carica non assegnata |
| Ministri senza portafoglio                                                |                                       | Manlio Brosio (PLI)                          |                                                | Carica non assegnata |
| Ministero                                                                 | Ministri                              | Ministri                                     | Ministri                                       | Sottosegretario |
| Affari esteri                                                             |                                       |                                              | Alcide De Gasperi (DC)                         | - Eugenio Reale (PCI) - Renato Morelli (PLI) Sottosegretario con delega per gli Italiani all'estero                                                    |
| Africa Italiana                                                           | Ivanoe Bonomi (PDL) Ad interim        | Ivanoe Bonomi (PDL) Ad interim               | Ivanoe Bonomi (PDL) Ad interim                 | Carica non assegnata |
| Interni                                                                   | Ivanoe Bonomi (PDL) Ad interim        | Ivanoe Bonomi (PDL) Ad interim               | Ivanoe Bonomi (PDL) Ad interim                 | Enrico Molè (PDL) |
| Grazia e Giustizia                                                        |                                       |                                              | Umberto Tupini (DC)                            | Dante Veroni (PDL) |
| Finanze                                                                   |                                       |                                              | Antonio Pesenti (PCI)                          | Cesare Gabriele (PLI) |
| Tesoro                                                                    |                                       |                                              | Marcello Soleri (PLI)                          | Salvatore Scoca (DC) |
| Guerra                                                                    |                                       |                                              | Alessandro Casati (PLI)                        | - Mario Palermo (PCI) - Luigi Chatrian (DC) (dal 28 dicembre 1944)                                                                                     |
| Aeronautica                                                               |                                       |                                              | Carlo Scialoja (PDL) (fino al 14 gennaio 1945) | Ernesto Pellegrino (Militare) |
| Aeronautica                                                               |                                       | Luigi Gasparotto (PDL) (dal 14 gennaio 1945) |                                                | Ernesto Pellegrino (Militare) |
| Marina                                                                    |                                       |                                              | Raffaele de Courten (Militare)                 | - Carlo Bassano (PDL) - Giuseppe Montalbano (PCI) |
| Agricoltura e Foreste                                                     |                                       |                                              | Fausto Gullo (PCI)                             | Antonio Segni (DC) |
| Industria, Commercio e Lavoro                                             |                                       |                                              | Giovanni Gronchi (DC)                          | - Umberto Fiore (PCI) Sottosegretario con delega per l'industria ed il commercio - Enrico Paresce (PDL) Sottosegretario con delega per il lavoro</ref> |
| Lavori Pubblici                                                           |                                       |                                              | Meuccio Ruini (PDL)                            | Gennaro Cassiani (DC) |
| Poste e telecomunicazioni (istituito)                                     |                                       |                                              | Mario Cevolotto (PDL)                          | Mario Fano (Indipendente) |
| Trasporti (istituito)                                                     |                                       |                                              | Francesco Cerabona (PDL)                       | Giambattista Rizzo (PLI) |
| Pubblica Istruzione                                                       |                                       |                                              | Vincenzo Arangio-Ruiz (PLI)                    | Bernardo Mattarella (DC) |
| Italia occupata (istituito e soppresso)                                   |                                       |                                              | Mauro Scoccimarro (PCI)                        | Aldobrando Medici Tornaquinci (PLI) |
| Alti commissariati                                                        |                                       |                                              |                                                | |
| Sardegna                                                                  |                                       |                                              | Pietro Pinna Parpaglia (Militare)              | Pietro Pinna Parpaglia (Militare) |
| Sicilia                                                                   |                                       |                                              | Salvatore Aldisio (DC)                         | Salvatore Aldisio (DC) |
| Alimentazione (istituito)                                                 |                                       |                                              | Gino Bergami (PLI)                             | Gino Bergami (PLI) |
| Reduci (istituito)                                                        |                                       |                                              | Luigi Gasparotto (PDL) (dal 12 aprile 1945)    | Luigi Gasparotto (PDL) (dal 12 aprile 1945) |
| Aggiunto                                                                  |                                       |                                              | Ercole Chiri (DC) (dal 12 aprile 1945)         | Ercole Chiri (DC) (dal 12 aprile 1945) |

## Cronologia

### 1944
- 12 dicembre - Il governo giura dinnanzi al Luogotenente.

### 1945
- 21 aprile - Dopo mesi di combattimenti, la Linea Gotica è finalmente sfondata, portando al collasso delle forze armate tedesche e della Repubblica Sociale Italiana. Mussolini fugge in direzione della Svizzera, mentre reparti interi di soldati si arrendono agli Alleati; nel mentre, insorgono apertamente i gruppi di partigiani dell’Italia Settentrionale (CLN-AI), prima clandestini.
- 25 aprile - Gli alleati attraversano rapidamente la Pianura Padana, liberando molte città della Lombardia e del Veneto e giungendo facilmente a Milano. Questo giorno, anche per via del proclama di mobilitazione generale del CLN-AI, sarà considerato dalle istituzioni repubblicane l’Anniversario della liberazione d'Italia.
- 28 aprile - Nel tentativo di fermare Benito Mussolini dal fuggire, vengono chiusi dai partigiani tutti i valichi: l’operazione ha successo e l’ex-Duce viene fermato ed arrestato. La Repubblica Sociale Italiana (RSI) è sciolta insieme al Partito Fascista Repubblicano (PFR).
- 29 aprile - Benito Mussolini viene ucciso a Giulino, vicino il Lago di Como. Il suo corpo sarà poi portato a Milano e appeso a testa in giù a Piazzale Loreto.
  - Nella stessa giornata, a Caserta, le forze nazi-fasciste si arrendono agli Alleati, firmando così la resa incondizionata. Essa entrerà ufficialmente in vigore il 2 maggio.
- 2 maggio - Gli Alleati arrivano a Trieste per il rotto della cuffia, impedendone l’occupazione totale iugoslava che nel mentre, con a capo il maresciallo Josip Broz Tito, non aveva risparmiato l’Istria e buona parte della Venezia Giulia, causando l’esodo giuliano-dalmata (oltre ad un accrescimento dei massacri delle foibe).
- 12 giugno - Constatati gli sviluppi bellici, territoriali e politici e tenendo conto della necessità di allargare la base governativa, la Democrazia Cristiana (DC) chiese le dimissioni del Premier al Comitato di Liberazione Nazionale (CLN), che le fece accogliere. Iniziarono così le trattative interne per la scelta di un nuovo capo del governo.
- 21 giugno - Dopo giorni di negoziati, su designazione del Comitato di Liberazione Nazionale (CLN), viene indicato Ferruccio Parri a capo del governo dal Luogotenente (anche per far rientrare Partito d'Azione e Partito Socialista di Unità Proletaria). Con il giuramento del nuovo esecutivo termina ufficialmente l’esperienza di governo.